# 張蔭棠
张荫棠（1864年—1937年7月7日），字朝弼，号少卿，又号憩伯，中国广东新会泷水豪山乡人。曾以灼文为名中举。清朝外交家，最后一位驻美国公使，也是中华民国首位驻美国公使。

## 生平
早年以张灼文为名中举，在北京候补。光绪十八年（1892年）捐官为内阁中书，次年考取海军衙门章京，后任驻日本参赞。光绪二十二年(1896年)，张出任中国驻美国使馆三等参赞兼驻旧金山领事，不久调往西班牙，任代办。
光绪二十九年（1903年），英屬印度入侵西藏，光緒三十年，英國榮赫鵬與西藏政府簽訂《拉薩條約》。1905年1月，张随同唐绍仪赴印度与英国谈判，结果失败。光绪三十二年(1906年)，授副都统衔，任驻藏帮办大臣（时驻藏大臣为联豫），再次前往印度，参加关于修订《拉萨条约》的谈判。在谈判中，张上奏政府，认为西藏局势“岌岌可危，英人觊觎已非一日”，呼吁政府尽快重视西藏问题。同年4月14日，张被破格任命为驻藏帮办大臣，10月12日到任，迅速稳定了因十三世达赖喇嘛外逃而混乱的拉萨局势。在西藏期间，张兴办教育，进行改革，于1907年1月13日提出了《新治藏政策大纲》（《治藏刍议十九条》），主要内容有：
1. 优待达赖、班禅，恢复藏王制，以汉官监督；
2. 清查户口、租赋；
3. 筹饷练兵，修筑交通，兴办教育；
4. 振兴农工商业，开发矿产，革除苛政，废除乌拉差役，设立银行；
5. 改良风俗，办理一切“新政”；
6. 设置西藏行部大臣、会办大臣等，分治外交、督练、财政、学务、盐茶、巡警、农务、工商、路矿等9局事务；

张还弹劾了原驻藏大臣有泰。这些措施激起了西藏政府的恐慌和对抗，也引发了英国政府的抗议，新任驻藏大臣联豫也对张多有猜忌。张被迫于光绪三十三年（1907年）五月离开西藏，负责与英国谈判《修订藏印通商章程》。光绪三十四年（1908年），张回京后授外务部右参赞。
宣统元年（1909年）6月27日，张被任命为驻美国、墨西哥、秘鲁和古巴四国公使。在任期间他曾成功与墨西哥政府交涉，为在当地排华的托雷翁大屠殺中被殺的中国民工争取到310万墨西哥比索的赔偿。
1911年10月10日，辛亥革命爆发，张支持革命运动，遂称病辞去公使职务，转而接受孙中山中华民国政府的任命，担任驻美国外交代表。清政府虽然任命施肇基继任驻美公使，但是施并未到任。1913年，因为西姆拉会议召开在即，民国政府任命夏偕复继任驻美公使，将张调回国内，拟派作中方代表与会，但因英国坚持拒绝未果。
张此后拒绝了袁世凯的邀请，赋闲在家，1937年7月7日，于七七事变当天在北京去世。

## 后人
- 长子张谦，历任中華民國驻纽约总领事、驻智利公使、驻荷兰大使，娶中华民国第一任总理唐绍仪次女唐宝璋。
- 孙女，张谦有子一人，女七人。张美生，即张谦和唐宝璋之女，嫁袁世凯之子袁克安（Henry Yuan)，生两子袁家骅（袁律，Frank Yuan）和袁家徽（袁徽 Arthur Yuan），在美国生活。孙女张美如民国选美荣膺“天津小姐”(Miss Tientsin)头衔，她和舅媽裕容龄共同为慈善义演，裕容龄曾为慈禧御前女官，其夫唐宝潮为唐绍仪之侄。张美如嫁李赞臣之子李亚福，即大总统曹锟女婿李伯福之弟。张美珍嫁李赞臣幼子李叔福为继妻。
- 外孙女卢淑华为著名建筑师贝聿铭夫人,卢炳玉和张氏之女，盧炳玉乃交通部南洋大學校長盧炳田之弟。
- 外孙盧文杰娶容顯麟之女容飞，容顯麟叔是中国留学生之父容闳，容顯麟娶民国名媛唐瑛和胡氏。